# Christian Juranek
Christian Juranek (* 9. Februar 1964 in Bad Harzburg) ist ein deutscher Kunstwissenschaftler und Museumsleiter im Schloss Wernigerode.

## Leben und Wirken
Juranek erwarb 1983 sein Abitur am Werner-von-Siemens-Gymnasium in Bad Harzburg. Er absolvierte sein Studium der Alten, Mittleren und Neueren Geschichte, Germanistischen Linguistik, Deutschen Literaturwissenschaft, Philosophie und Pädagogik an der TU Carolo-Wilhelmina zu Braunschweig. Hinzu kam ein postgraduales Studium der Kunstgeschichte, unter anderem an der Universität Zürich.
Von 1989 bis 1991 arbeitete Juranek im Kulturprogramm und in der Abteilung zur Erforschung des 17. Jahrhunderts an der Herzog August Bibliothek in Wolfenbüttel, von 1990 bis 1992 beim Präsidialdepartements der Stadt Zürich für das Wohnmuseum Bärengasse und das Museum Strauhof. Ab 1992 war er Direktionsreferent und Leiter des wissenschaftlichen Dienstes der Museen der Klassik Stiftung Weimar im Goethe-Nationalmuseum in Weimar. Seit 1997 ist Juranek Geschäftsführer der Schloss Wernigerode GmbH und Direktor von Schloss Wernigerode als Zentrum für Kunst- und Kulturgeschichte des 19. Jahrhunderts. Unter seiner Leitung habe sich Schloss Wernigerode „zu einer führenden Einrichtung in der Museums- und Veranstaltungslandschaft des gesamten Harzes und darüber hinaus“ entwickelt.
2006 promovierte Juranek mit der Arbeit „Gegen eine ganze Zeit: Hans Graf von Veltheim (1818–1857) – Leben, Literatur, Kunst“ am Institut für bildende Kunst und Kunstwissenschaft der Stiftung Universität Hildesheim. An diesem Institut sowie am dortigen Institut für Kulturpolitik ist er Lehrbeauftragter mit Prüfungsberechtigung.
Juranek ist neben seiner Tätigkeit am Schloss Wernigerode zusätzlich stellvertretender Stiftungsrat für Sachsen-Anhalt der Stiftung Mitteldeutscher Kulturrat, Mitglied der Marketingkommission des Harzer Verkehrsverbandes und Beiratsmitglied des Studienganges Kulturmarketing der Hochschule Harz und der Fachhochschule Merseburg. Er ist Mitbegründer und Kurator des Simplicissimus-Hauses in Renchen, das sich mit Hans Jakob Christoffel von Grimmelshausen und seinem Werk befasst.
Seit 2015 ist Juranek Vorsitzender des Harz-Vereins für Geschichte und Altertumskunde. Zuvor war er ab 2001 als Geschäftsführer und ab 2003 als zweiter und geschäftsführender Vorsitzender für den Verein tätig.
1998 erhielt Juranek die Goldene Grimmelshausenmedaille der Stadt Renchen für besondere Verdienste. 2010 wurde er mit dem Kunst-/Kulturpreis der Stadt Wernigerode ausgezeichnet. Er habe sich besondere Verdienste „bei der deutschlandweit anerkannten Profilierung und Vernetzung von Schloß Wernigerode als Zentrum für Kunst- und Kulturgeschichte des 19. Jahrhunderts“ erworben.
Juranek ist verheiratet und lebt in Bad Harzburg.

## Schriften (Auswahl)
Als Autor:
- Die Leiden des jungen und alten E. – Johann Peter Eckermann zwischen Traum und Realität. Museumsverein im Schloss Pyrmont, Bad Pyrmont 1994.
- Schloß Wernigerode. Stekovics, Halle an der Saale 1999. ISBN 3-932863-18-6 (3. Auflage 2006)
- Simplicissimus-Haus Grimmelshausenstadt Renchen. (Museumsführer) Stekovics, Halle an der Saale 2002. ISBN 3-932863-20-8
- mit János Stekovics: Wernigerode – der Stadtführer. Stekovics, Dößel 2004. ISBN 3-89923-005-1
- Gegen eine ganze Zeit: der Schriftsteller und Zeichner Hans Graf von Veltheim (1818–1854). (Zugleich Dissertation.) Verlag für Regionalgeschichte, Bielefeld 2011. ISBN 978-3-89534-863-1

Als Herausgeber:
- mit Martin Bircher: Simplicissimus heute – ein barocker Schelm in der Kunst des 20. Jahrhunderts. Herzog-August-Bibliothek 1990. ISBN  9783883730585
- mit Egon Freitag: Johann Gottfried Herder – Ahndung künftiger Bestimmung. Metzler 1994. ISBN 978-3-476-01254-8
- mit Ferdinand van Ingen: Ars et Amicitia. Beiträge zum Thema Freundschaft in Geschichte, Kunst und Literatur. Festschrift für Martin Bircher. Amsterdam 1998
- Abenteuer, Natur, Spekulation – Goethe und der Harz. Stekovics, Halle an der Saale 1999. ISBN 3-932863-19-4
- Die Erfindung des Schönen – Oscar Wilde und das England des 19. Jahrhunderts. Stekovics, Halle an der Saale 2001. ISBN 3-932863-47-X
- Residenzstadt Wernigerode – herrschaftliche Bauten eines früheren Fürstensitzes am Fuße des Brockens. Stekovics, Halle an der Saale 2001. ISBN 3-932863-76-3
- Licht, Phantasie und Charakter – Max Liebermann (1847–1935). Stekovics, Halle an der Saale 2001. ISBN 3-932863-63-1
- Fülle des Schönen – Gartenlandschaft Harz. Stekovics, Halle an der Saale 2002. ISBN 3-932863-89-5
- Der klare Blick – Ansichten aus Ilsenburg und der Grafschaft Wernigerode. Stekovics, Halle an der Saale 2004. ISBN 3-89923-070-1
- Laster, Betrug und Irrsinn. William Hogarth (1697–1764). Graphische Zyklen in Nachstichen von Ernst Ludwig Riepenhausen (1762–1840) Letterado, Quedlinburg 2006. ISBN 978-3-938579-10-7
- Unerhörtes Abenteuer im Irgendwo. Ernst Barlach und der Harz. Letterado, Quedlinburg 2006. ISBN 978-3-938579-15-2
- Gärtnerische Wäldchen – Museen und Gartenkunst des 18. Jahrhunderts in Sachsen-Anhalt. Stekovics, Dößel 2006. ISBN 978-3-89923-149-6
- Süße Versuchung – vom Siegeszug der Schokolade. Stekovics, Dößel 2007. ISBN 978-3-89923-180-9
- Im Mittelpunkt: Natur – der Spätromantiker Georg Heinrich Crola (1804–1879). Stekovics, Dößel 2009. ISBN 978-3-89923-232-5
- Der eiserne Harz – Harzer Eisenkunstguss des 19. Jahrhunderts. Stekovics, Dößel 2010. ISBN 978-3-89923-250-9
- Magie der Seide – von der Kunst, historische Räume neu zu beleben. Stekovics, Wettin-Löbejün 2013. ISBN 978-3-89923-309-4
- Zeitmaschine Museum – 20 Jahre Schloss Wernigerode GmbH. Stekovics, Wettin-Löbejün 2014. ISBN 978-3-89923-319-3
- Pomp and Circumstance – das deutsche Kaiserreich und die Zeit vor dem Ersten Weltkrieg. Stekovics, Wettin-Löbejün 2014. ISBN 978-3-89923-328-5
- Otto von Bismarck und die Innenpolitik – positive und organische Reformen. Stekovics, Wettin-Löbejün 2015. ISBN 978-3-89923-343-8
- Leidenschaft für Schönheit. Gartenträume in Sachsen-Anhalt. Janos Stekovics, Wettin-Löbejün 2019, ISBN 978-3-89923-424-4.